# Herbignac
Herbignac est une commune de l'Ouest de la France, située dans le département de la Loire-Atlantique, en région Pays de la Loire. Elle fait partie du pays de Guérande, un des pays traditionnels de Bretagne.

## Géographie
Situation
Herbignac (7 194 ha) est situé au nord-ouest du département, à proximité des marais de la Brière, à 16 km au nord de Guérande et 9 km au sud de La Roche-Bernard. La commune est limitrophe du département voisin du Morbihan, en région Bretagne.

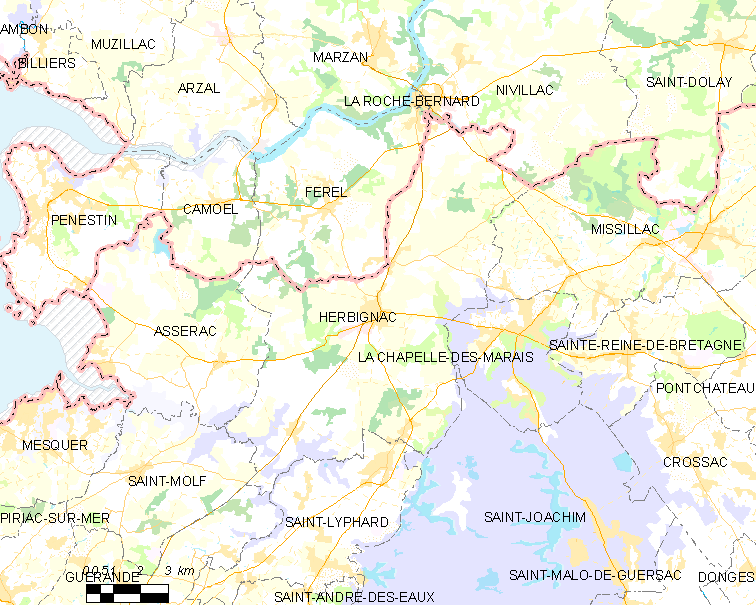
Herbignac et ses communes limitrophes.

Deux lieux-dits, Marlais et Arbourg, sont limitrophes de Saint-Lyphard ; Pompas, autre hameau d’Herbignac, se situe sur l'axe routier Guérande-Herbignac.

### Climat
Le climat qui caractérise la commune est qualifié, en 2010, de climat type océanique, pluvieux et doux, selon la typologie des climats de la France qui compte alors huit grands types de climats en métropole. En 2020, la commune ressort du type « climat océanique » dans la classification établie par Météo-France, qui ne compte désormais, en première approche, que cinq grands types de climats en métropole. Ce type de climat se traduit par des températures douces et une pluviométrie relativement abondante (en liaison avec les perturbations venant de l'Atlantique), répartie tout au long de l'année avec un léger maximum d'octobre à février.
Les paramètres climatiques qui ont permis d’établir la typologie de 2010 comportent six variables pour les températures et huit pour les précipitations, dont les valeurs correspondent aux données mensuelles sur la normale 1971-2000. Les sept principales variables caractérisant la commune sont présentées dans l'encadré ci-après.
| Paramètres climatiques communaux sur la période 1971-2000 - Moyenne annuelle de température : 12,1 °C - Nombre de jours avec une température inférieure à −5 °C : 1,2 j - Nombre de jours avec une température supérieure à 30 °C : 3,2 j - Amplitude thermique annuelle : 12,6 °C - Cumuls annuels de précipitation : 805 mm - Nombre de jours de précipitation en janvier : 12,3 j - Nombre de jours de précipitation en juillet : 5,9 j |

Avec le changement climatique, ces variables ont évolué. Une étude réalisée en 2014 par la Direction générale de l'Énergie et du Climat complétée par des études régionales prévoit en effet que la  température moyenne devrait croître et la pluviométrie moyenne baisser, avec toutefois de fortes variations régionales. La station météorologique de Météo-France installée sur la commune et mise en service en 1986 permet de connaître en continu l'évolution des indicateurs météorologiques. Le tableau détaillé pour la période 1981-2010 est présenté ci-après.
| Mois                                  | jan.             | fév.             | mars          | avril           | mai             | juin          | jui.           | août           | sep.          | oct.            | nov.          | déc.          | année      |
| ------------------------------------- | ---------------- | ---------------- | ------------- | --------------- | --------------- | ------------- | -------------- | -------------- | ------------- | --------------- | ------------- | ------------- | ---------- |
| Température minimale moyenne (°C)     | 3,3              | 3                | 4,6           | 5,9             | 9,3             | 11,6          | 13,4           | 13,3           | 11,2          | 9,2             | 5,5           | 3,4           | 7,8        |
| Température moyenne (°C)              | 6,4              | 6,7              | 8,9           | 10,6            | 14,3            | 16,9          | 18,7           | 19             | 16,6          | 13,4            | 9,2           | 6,6           | 12,3       |
| Température maximale moyenne (°C)     | 9,4              | 10,4             | 13,2          | 15,4            | 19,3            | 22,3          | 24,1           | 24,7           | 22            | 17,6            | 13            | 9,8           | 16,8       |
| Record de froid (°C) date du record   | −11,1 02.01.1997 | −13,3 10.02.1991 | −9,6 01.03.05 | −3,6 12.04.1986 | −1,3 14.05.1995 | 2 09.06.1989  | 6,2 31.07.1988 | 4,3 30.08.1986 | 2,5 26.09.10  | −2,5 30.10.1997 | −6 29.11.10   | −8 29.12.1996 | −13,3 1991 |
| Record de chaleur (°C) date du record | 17 24.01.16      | 22,8 27.02.19    | 25,3 30.03.21 | 28,7 20.04.18   | 32,2 26.05.17   | 37,2 30.06.15 | 38,6 23.07.19  | 39,4 09.08.03  | 33,5 03.09.05 | 29 02.10.11     | 21,4 01.11.15 | 17,3 19.12.15 | 39,4 2003  |
| Précipitations (mm)                   | 96,1             | 75,4             | 62,4          | 66,5            | 62,1            | 43,5          | 47,1           | 39,4           | 70            | 101,4           | 98,7          | 94,8          | 857,4      |

## Urbanisme

### Typologie
Au 1er janvier 2024, Herbignac est catégorisée commune rurale à habitat dispersé, selon la nouvelle grille communale de densité à sept niveaux définie par l'Insee en 2022.
Elle appartient à l'unité urbaine de Herbignac, une unité urbaine monocommunale constituant une ville isolée,. La commune est en outre hors attraction des villes,.

### Occupation des sols

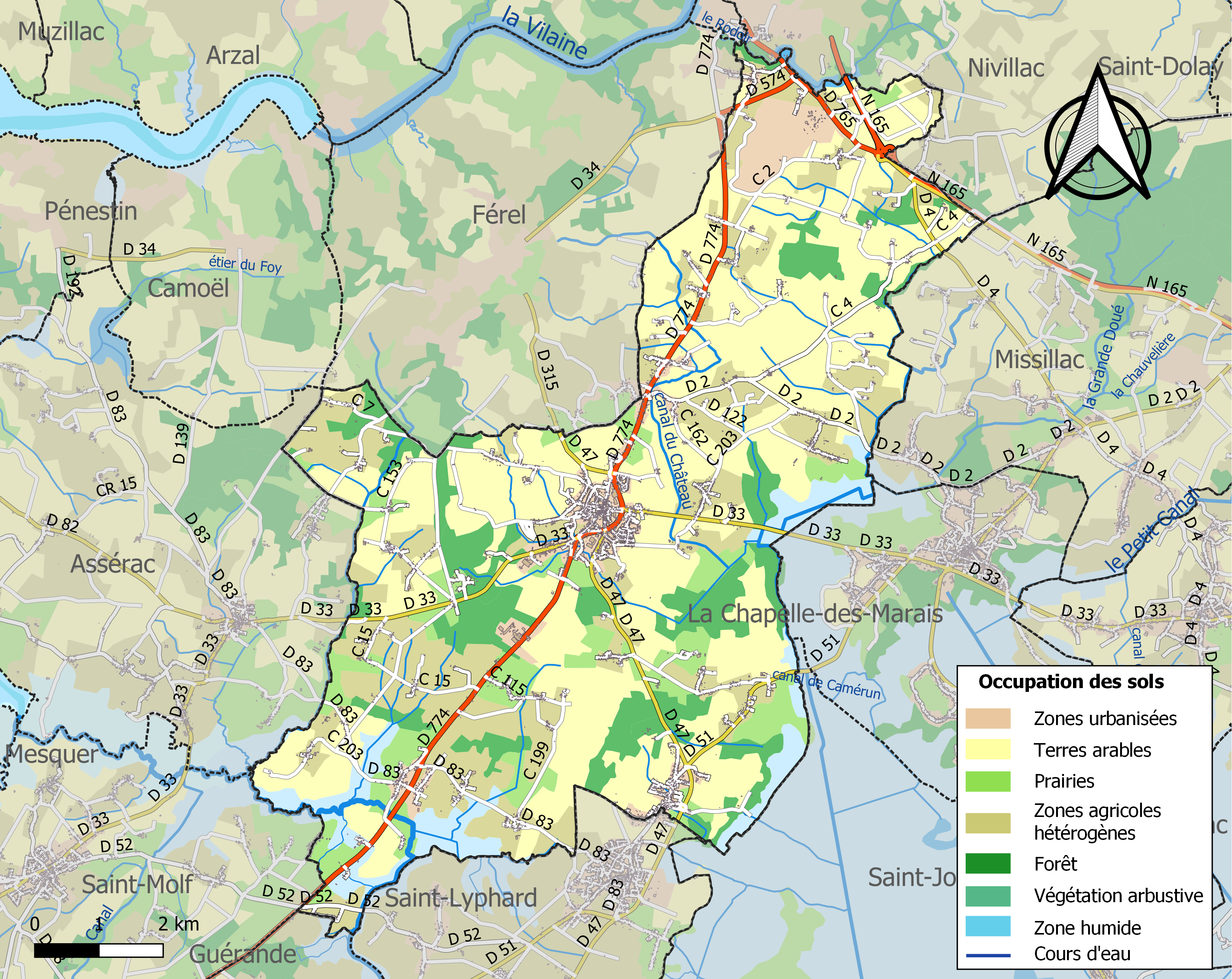
Carte des infrastructures et de l'occupation des sols de la commune en 2018 (CLC).

Le tableau ci-dessous présente l'occupation des sols de la commune en 2018, telle qu'elle ressort de la base de données européenne d’occupation biophysique des sols Corine Land Cover (CLC).
| Type d’occupation                                                                   | Pourcentage | Superficie (en hectares) |
| ----------------------------------------------------------------------------------- | ----------- | ------------------------ |
| Tissu urbain discontinu                                                             | 3,2 %       | 229                      |
| Zones industrielles ou commerciales et installations publiques                      | 1,0 %       | 71                       |
| Extraction de matériaux                                                             | 1,9 %       | 135                      |
| Terres arables hors périmètres d'irrigation                                         | 43,4 %      | 3093                     |
| Vergers et petits fruits                                                            | 0,4 %       | 31                       |
| Prairies et autres surfaces toujours en herbe                                       | 9,1 %       | 651                      |
| Systèmes culturaux et parcellaires complexes                                        | 22,6 %      | 1609                     |
| Surfaces essentiellement agricoles interrompues par des espaces naturels importants | 0,6 %       | 44                       |
| Forêts de feuillus                                                                  | 5,9 %       | 421                      |
| Forêts de conifères                                                                 | 5,0 %       | 361                      |
| Forêts mélangées                                                                    | 1,0 %       | 71                       |
| Marais intérieurs                                                                   | 5,7 %       | 405                      |
| Plans d'eau                                                                         | 0,1 %       | 9                        |
| Source : Corine Land Cover                                                          |             |                          |

## Toponymie
Le nom de la localité est attesté sous les formes Irbiniac en 1217, Herbignac en 1287, Yvrignac en 1426, Erbignac en 1441,.
Il s'agit d'une formation toponymique gauloise ou gallo-romaine en -(i)acum, suffixe d'origine gauloise -acon (celtique commun *-āko, britonnique *-ōgon), localisant à l'origine, puis marquant la propriété.
Le premier élément Herbi(g)n- correspond sans doute un anthroponyme selon le cas général. Albert Dauzat suggère le nom de personne latin Arbinius (porté par un autochtone). Dans cette perspective, il compare avec le nom de lieu Arbigny (Haute-Marne, Arbigney) dans lequel le suffixe -acum a régulièrement évolué en -ey / -y, comme dans la plupart des régions traditionnellement de langue d'oïl. Cependant, à la rubrique Arbigny, il propose une version un peu différente de cet anthoponyme, à savoir Arbennius, d'aspect gaulois. Plus haut encore, il renvoie Arbéost à Arbigny, en citant une hypothèse initialement formulée par Gerhard Rohlfs qui voit dans ce toponyme le nom de personne gallo-romain Arvenius, d'origine gauloise. Outre cette incertitude dans l'identification exacte du nom de personne, les formes anciennes ne montrent pas le passage de [ar-] à [ir-] qui reste possible phonétiquement mais hypothétique.
La localité d'Herbignac se situe sur la frontière linguistique bretonne au XIVe siècle. A l'est de cette frontière, le breton n'est plus parlé, tandis qu'à l'ouest, le bilinguisme breton / roman reste la norme. Jean-Yves Le Moing estime d'ailleurs à 61,8 % le taux de toponymes d'origine bretonne sur la commune d'Herbignac. L'évolution phonétique du suffixe -acum est donc caractéristique de cette zone mixte (bilinguisme breton / roman) et a produit la finale -ac, alors que l'évolution de ce suffixe dans les zones strictement romanophones de l'ouest de la France produit des finales en -ay ou -é  (exemple : Savenay, Saviniacum).
Herbignac possède un nom en gallo, la langue d'oïl locale, écrit Erbigna ou Arbigna en écriture ABCD,, Èrbigna ou ·Rbignâ selon l'écriture MOGA, ou Èrbinyac selon l'écriture ELG. En gallo, le nom de la commune se prononce généralement [ɛrbiɲɑ̈], mais les variantes [əʁbiɲɑ] et [aʁbiɲɑ] ont aussi été relevées.
Herbignac a été plus récemment traduit en breton par Erbigneg.

## Préhistoire
La présence humaine sur la commune est attestée dès le Néolithique (dolmen du Riholo).
Peu de renseignements subsistent de la période gallo-romaine (ancienne voie romaine, tessons de poterie).

## Histoire
Vers le Xe siècle, la juridiction seigneuriale d'Herbignac est l'une des plus importantes de la région. Dès lors, l'histoire d'Herbignac se confond avec celle des familles seigneuriales qui possèdent le château du lieu : Ranrouët.
Vers 1125, les seigneurs d'Assérac, descendants de Vikings fixés dans la région depuis le Xe siècle, érigent une motte féodale où ils s'installent après avoir quitté leur domaine d'Assérac. Fédor, fils de Richard premier seigneur d'Assérac connu, pourrait être le bâtisseur de Ranrouët. Une charte de l'abbaye de Blanche-Couronne (1210) mentionne Wilhem comme propriétaire de Ranrouët. Cette construction initiale sera remplacée par un château en pierre dans la seconde moitié du XIIIe siècle sous l'impulsion d'Alain d'Assérac, seigneur des lieux.
Thibaud de Rochefort, baron d'Ancenis et vicomte de Donges, prend possession de Ranrouët par alliance en 1275. Mort en 1295, il ne laisse pas d'héritier direct. Sa nièce, Jeanne de Rochefort, mariée en 1374 (ou 1378) à Jean II de Rieux (compagnon de Jeanne d'Arc et maréchal de France), transmet alors Ranrouët à son fils, Pierre de Rieux, troisième du nom.
Jean IV de Rieux (1447-1518), né à Ranrouët, devient maréchal de Bretagne en 1470 puis est nommé tuteur de la duchesse Anne de Bretagne. Celle-ci lui fournit 100 000 écus d'or pour qu'il reconstruise Ranrouët après la destruction de 1488. Il combat aussi en Italie aux côtés du roi Charles VIII.
En 1574, sous le règne de Henri III, les châtellenies de Ranrouët et de Faugaret sont réunies et érigées en marquisat en faveur de Jean de Rieux. Le marquis a « en sa ville d'Herbignac » un marché tous les lundis et quatre foires par an : le lundi de la mi-carême et aux fêtes de Saint-Jean-portes Latine (6 mai), saint Cyr et sainte Julitte, patrons de la paroisse (16 juin) et sainte Catherine (25 novembre), anniversaire de la dédicace de l'église d'Herbignac.
Durant les guerres de religion, Jean VIII de Rieux rejoint la Ligue catholique et est pendu en 1593. Le château de Ranrouët devient ensuite un refuge pour des soldats qui subsistent en se livrant aux pillages dans les environs. En 1618-1620, le démantèlement partiel de Ranrouët est ordonné par Louis XIII. Cependant, Jean IX de Rieux (ou Jean-Emmanuel de Rieux), frère de Jean VIII, décide de reconstruire son château. Les travaux s'achèvent vers 1639 ; les tours sont réaménagées. Criblé de dettes, Pierre-Emmanuel de Rieux doit, avant de mourir, vendre une partie de ses terres dont le marquisat d'Assérac au surintendant des finances Nicolas Fouquet en 1656 qui en fait l'année suivante hommage au roi. La veuve du défunt marquis, Jeanne-Pélagie de Rieux, parvient à reprendre possession d'Assérac et en fait à son tour hommage au roi dès 1658. Dès 1679, son fils Jean-Gustave de Rieux (1649-1713) est à son tour contraint de céder son marquisat à René de Lopriac, baron de Coëtmadeuc. Félicité de Lopriac, épouse du marquis de Kerhoent, est la dernière marquise d'Assérac : elle est guillotinée à Paris en 1794.
En 1793, lors des chouanneries, une armée républicaine envoyée dans la presqu'île guérandaise pour éliminer les contre-révolutionnaires, incendie et détruit le château. Bien que réduit à l'état de ruines, celui-ci servira pendant la tourmente révolutionnaire à l'abbé Durand de local pour les messes clandestines. Laissé à l'abandon, le site sert de carrière de pierres.

### Seconde Guerre Mondiale
Alors que la Loire-Inférieure est libérée au cours du mois d'août 1944 (Nantes le 12, le sud Loire le 30), Herbignac est une des communes de la poche de Saint-Nazaire, qui reste occupée par les Allemands jusqu'au 11 mai 1945.
L'après-guerre est marqué par la présence à la tête de la municipalité de Jacques Chombart de Lauwe, commandant des FFI de Loire-Inférieure en 1944-45, député de 1945 à 1951, directeur du journal nantais L'Avenir de l'Ouest de 1945 à 1948.

## Politique et administration

### Politique de développement durable
La commune a engagé une politique de développement durable en lançant une démarche d'Agenda 21.

## Population et société

### Démographie
Selon le classement établi par l'Insee, Herbignac est une ville isolée qui est le centre d'un bassin de vie. Elle fait partie de l'aire urbaine et de la zone d'emploi de Saint-Nazaire. Toujours selon l'Insee, en 2010, la répartition de la population sur le territoire de la commune était considérée comme « peu dense » : 92 % des habitants résidaient dans des zones « peu denses »  et 8 % dans des zones « très peu denses ».

#### Évolution démographique
L'évolution du nombre d'habitants est connue à travers les recensements de la population effectués dans la commune depuis 1793. Pour les communes de moins de 10 000 habitants, une enquête de recensement portant sur toute la population est réalisée tous les cinq ans, les populations de référence des années intermédiaires étant quant à elles estimées par interpolation ou extrapolation. Pour la commune, le premier recensement exhaustif entrant dans le cadre du nouveau dispositif a été réalisé en 2006.

En 2022, la commune comptait 7 178 habitants, en évolution de +6,83 % par rapport à 2016 (Loire-Atlantique : +6,68 %, France hors Mayotte : +2,11 %).
| 1793  | 1800  | 1806  | 1821  | 1831  | 1836  | 1841  | 1846  | 1851  |
| ----- | ----- | ----- | ----- | ----- | ----- | ----- | ----- | ----- |
| 2 755 | 2 086 | 1 999 | 2 920 | 3 175 | 3 110 | 3 176 | 3 327 | 3 555 |

| 1856  | 1861  | 1866  | 1872  | 1876  | 1881  | 1886  | 1891  | 1896  |
| ----- | ----- | ----- | ----- | ----- | ----- | ----- | ----- | ----- |
| 3 478 | 3 672 | 3 784 | 3 895 | 3 964 | 4 152 | 4 153 | 4 219 | 4 199 |

| 1901  | 1906  | 1911  | 1921  | 1926  | 1931  | 1936  | 1946  | 1954  |
| ----- | ----- | ----- | ----- | ----- | ----- | ----- | ----- | ----- |
| 4 172 | 4 150 | 4 110 | 3 540 | 3 443 | 3 416 | 3 325 | 3 122 | 3 028 |

| 1962  | 1968  | 1975  | 1982  | 1990  | 1999  | 2006  | 2011  | 2016  |
| ----- | ----- | ----- | ----- | ----- | ----- | ----- | ----- | ----- |
| 3 037 | 3 078 | 3 239 | 3 778 | 4 175 | 4 350 | 5 117 | 6 054 | 6 719 |

| 2021  | 2022  | - | - | - | - | - | - | - |
| ----- | ----- | - | - | - | - | - | - | - |
| 7 133 | 7 178 | - | - | - | - | - | - | - |

#### Pyramide des âges
La population de la commune est relativement jeune.
En 2018, le taux de personnes d'un âge inférieur à 30 ans s'élève à 37,4 %, soit au-dessus de la moyenne départementale (37,3 %). À l'inverse, le taux de personnes d'âge supérieur à 60 ans est de 22,8 % la même année, alors qu'il est de 23,8 % au niveau départemental.
En 2018, la commune comptait 3 414 hommes pour 3 516 femmes, soit un taux de 50,74 % de femmes, légèrement inférieur au taux départemental (51,42 %).
Les pyramides des âges de la commune et du département s'établissent comme suit.
| Hommes | Classe d’âge | Femmes |
| ------ | ------------ | ------ |
| 0,2    | 90 ou +      | 1,2    |
| 5,5    | 75-89 ans    | 7,8    |
| 14,5   | 60-74 ans    | 16,0   |
| 19,5   | 45-59 ans    | 18,7   |
| 21,6   | 30-44 ans    | 20,0   |
| 15,5   | 15-29 ans    | 14,9   |
| 23,0   | 0-14 ans     | 21,3   |

| Hommes | Classe d’âge | Femmes |
| ------ | ------------ | ------ |
| 0,6    | 90 ou +      | 1,8    |
| 6      | 75-89 ans    | 8,6    |
| 15,1   | 60-74 ans    | 16,4   |
| 19,4   | 45-59 ans    | 18,8   |
| 20,1   | 30-44 ans    | 19,3   |
| 19,2   | 15-29 ans    | 17,4   |
| 19,5   | 0-14 ans     | 17,6   |

### Enseignement
Herbignac compte deux écoles publiques (René-Guy-Cadou et Marie-Pape-Carpantier) et une privée (Sainte-Marie), et deux collèges, un public (Jacques-Prévert) et un privé (Saint-Joseph).

## Culture et patrimoine
Selon le découpage de la région Bretagne fait par Erwan Vallerie, Herbignac fait partie du pays traditionnel de la Brière et du pays historique du Pays Nantais.

### Langues
La langue bretonne était parlée dans cette commune jusqu'au début du XIXe siècle. Le gallo est encore connu de nos jours, il a d'ailleurs gardé plusieurs mots bretons comme une añnouyère pour une génisse, du breton annoar.

### Lieux et monuments
- l'atelier de potier ;

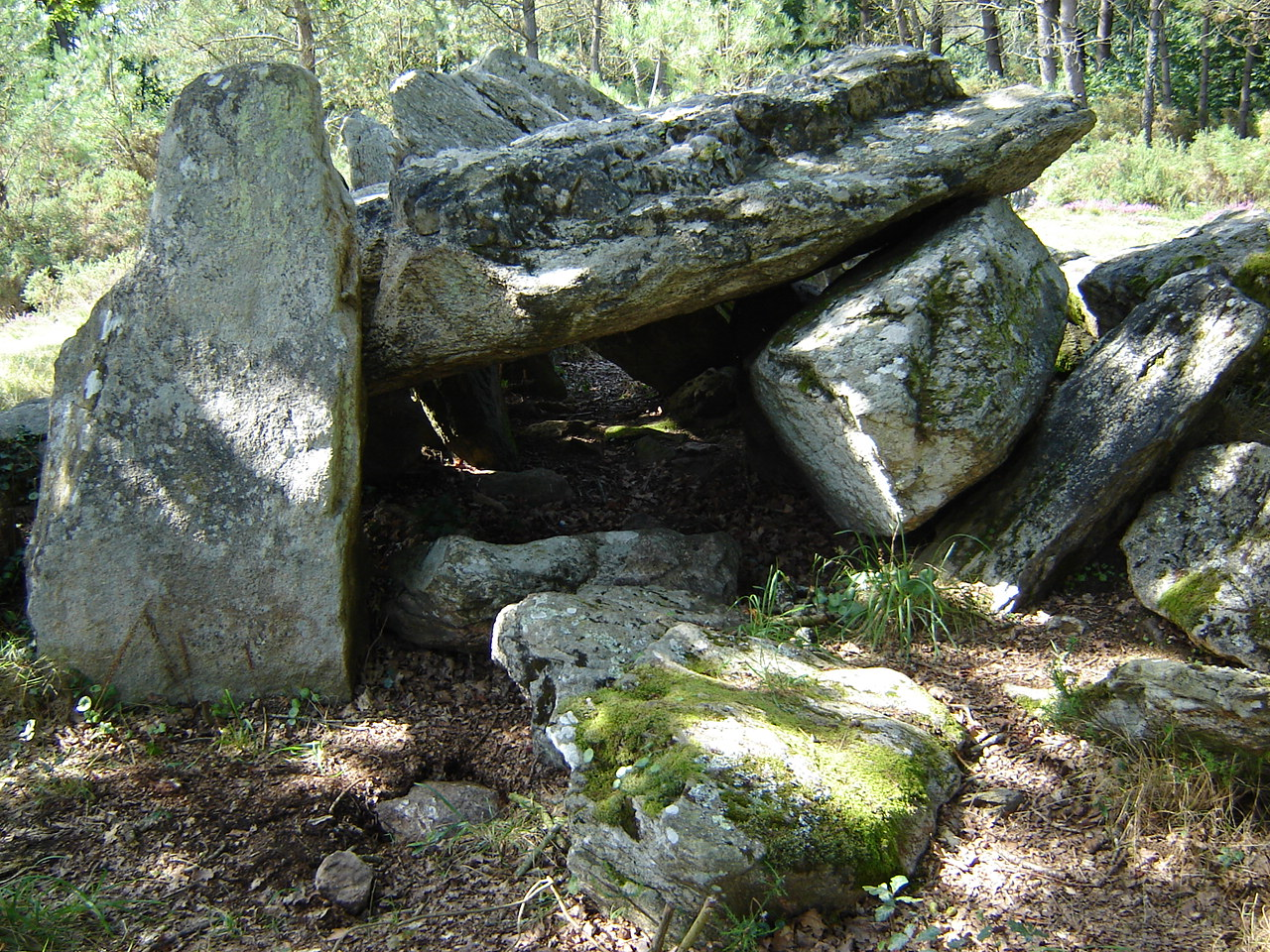
Le dolmen du Riholo, lieu-dit le sapin vert.

- le château de Ranrouët (XIIIe – XVIIe siècle), propriété de la famille Ecomard de Sainte-Pazanne depuis les années 1930, racheté en 1989 par le conseil départemental de la Loire-Atlantique ;
- la chapelle Notre-Dame La Blanche (1779) ;
- le moulin de Ranrouët (XVIIe siècle) : moulin de type « petit pied » ou « taille de guêpe » ;
- le dolmen du Riholo (IVe millénaire, Néolithique moyen) ;
- les jardins de Kermoureau[32] est l'un des seuls espaces verts du département classés Jardin remarquable (avec le jardin des plantes de Nantes).

### Héraldique
| Blason | Blasonnement : De sinople au château d'or donjonné de trois tours, crénelé, maçonné et ouvert de sable ; à la bordure gironnée d'or et d'azur de huit pièces. Commentaires : Le château est celui de Ranrouet ; le champ de sinople représente la Brière ; le blason est borduré du gironné du marquisat d'Assérac (gironné d'or et d'azur de huit pièces). Délibération municipale du 4 avril 1970. |

### Personnalités notables liées à la commune
- Jacques Chombart de Lauwe (1905-1975), dit « Colonel Félix » dans la Résistance, député et conseiller général de la Loire-Atlantique, mort à Herbignac ;
- Jules Paressant (1917-2001), peintre et sculpteur natif d'Herbignac ;
- René Leroux, né à Herbignac en 1952, homme politique français, député de la Loire-Atlantique de 1997 à 2002.
- Yvon Loussouarn, né à Herbignac en 1923, juriste français.

### Musique
En 1973, sous l'alias de Dave Sarkys, les musiciens français Louis Delacour et Michel Gonet ont enregistré un morceau nommé : Herbignac.